# Футбол в Азербайджан
Футболът е най-популярният спорт в Азербайджан. Азербайджанският футбол се организира от Асоциацията на футболните федерации на Азербайджан или от АФФА, която ръководи националната, професионалната и Висшата лига на АФФА, както и азербайджанския национален отбор по футбол.
Националният отбор участва във всички състезания, организирани от ФИФА и УЕФА както на старши, така и на младежки нива. Нефтчи Баку е водещ отбори в бившата Лига на Съветския съюз, като взема участие и в европейски клубни състезания. Най-известният местен играч е Анатолий Банишевски, участник в Сборния съветския отбор, достигнал до полуфиналите на Световното първенство по футбол през 1966 година. Друга азербайджанска футболна легенда е Тофик Бахрамов – футболен съдия с решаваща роля във финала на Световната купа на ФИФА през 1966 г., игран между Англия и Западна Германия.

## История

### Ранен период (преди 1920 г.)
В началото на ХХ век футболът започва да става популярен в Азербайджан, тогава част от Руската империя.
За кратко време до 1905 г. в столицата Баку са създадени много футболни отбори. Те представляват основно големите петролни компании – „Кръгът на футболистите на Сурахани“, „Стела“, „Приятели на спорта“, „Спортсмен“, „Конгрес“, „Юнитас“, „Белая“, „Сентюрион“, „Прогрес“ и др., Първоначално градските първенства се провеждат по споразумение между капитаните по спонтанен начин. 
През 1911 г. в Баку се провежда първото официално първенство, което води до победата на отбора „Британски клуб“. През 1912 г. азербайджанските футболисти участват в първия си международен мач  и печелят в Тбилиси, Грузия, срещу местния „Сокол“ с 4:2. През 1912 – 1913 г. са организирани срещи между азербайджански и грузински футболни отбори, първо в Тбилиси, а след това в Баку. През 1914 г. в Азербайджан е основан Футболният съюз, ангажиращ се с организирането на официални градски първенства и други състезания. 

### Съветска епоха (1920-те до 1991 г.)
Най-старите данни за футболни отбори в Съветски Азербайджан датират от 1926 – 1927 г., когато в Тбилиси е организиран Транскавказкия шампионат. Участват три страни от Южен Кавказ: Азербайджан, Армения и Грузия.  Националният футболен отбор на Азербайджан проведе първите си приятелски мачове срещу Грузия и Армения през 1927 г. за Транскавказкото първенство в Грузия.  По време на съветската епоха екипът не играе никакви международни мачове. 

През 1926 г. Техеран XI (избрани играчи от Техеранския клуб, Тофан ФК и Арменския спортен клуб) пътуват през границата до Баку и изиграват първият международен футболен мач на ирански отбор. През 1929 г. отбор от Баку е поканен да играе в Техеран в края на ноември. 
| {{{дата}}} | {{{отбор1}}} | – | {{{отбор2}}} | {{{стадион}}} |  |
|            |              |   |              |               |  |

| {{{дата}}} | {{{отбор1}}} | – | {{{отбор2}}} | {{{стадион}}} |  |
|            |              |   |              |               |  |

| {{{дата}}} | {{{отбор1}}} | – | {{{отбор2}}} | {{{стадион}}} |  |
|            |              |   |              |               |  |

| {{{дата}}} | {{{отбор1}}} | – | {{{отбор2}}} | {{{стадион}}} |  |
|            |              |   |              |               |  |

| {{{дата}}} | {{{отбор1}}} | – | {{{отбор2}}} | {{{стадион}}} |  |
|            |              |   |              |               |  |

| {{{дата}}} | {{{отбор1}}} | – | {{{отбор2}}} | {{{стадион}}} |  |
|            |              |   |              |               |  |

| {{{дата}}} | {{{отбор1}}} | – | {{{отбор2}}} | {{{стадион}}} |  |
|            |              |   |              |               |  |

 1960-те се считат за „Златния период на азербайджански футбол“, тъй като произвежда големи играчи като Анатолий Банишевский, Алакбар Мамадов и футболния съдия Тофик Бахрамов. Последният е най-известен с това, че като страничния съдия помага да се присъди гол за Англия във финалния мач за Световната купа през 1966 между Англия и Западна Германия.
Основните стадиони в Азербайджан са построени по време на съветската епоха, като най-големият и най-важният е стадион „Тофик Бахрамов“ в Баку. Други подобни са Градският стадион в Ганджа, стадион Мехди Хусеинзаде в Сумгаит, Градски стадион Ланкаран в Ланкаран. След независимостта много от тези стадиони са ремонтирани и модернизирани или се обновяват и модернизират.
Повечето футболни клубове бяха основани и по време на съветската епоха, като най-известните от тях са, ПФК Нефтчи, ФК Баку, Kapaz PFC, ФК Сумгайът, ФК Хазар Ленкоран и FK Shamkir.

## Национални отбори
Азербайджанският национален отбор по футбол е национаен футболен отбор на Азербайджан и се контролира от Асоциация на азербайджанските футболни федерации. След разпадането на Съветския съюз, отборът изигра първия си международен мач срещу Грузия на 17 септември 1992 г.  Активни са и женски национален отбор, отбор до 21 години, отбор под 19 години и отбор до 17 години.
Националният футболен отбор на Азербайджан взема участие в квалификациите за всеки голям турнир след Евро 1996, но никога не се е класирал за финалния турнир на Световната купа или на Европейското първенство.
Гурбан Гурбанов е водещ голмайстор в международните мачове с 66 мача и 14 гола. 